# 상당초등학교 (부산)
상당초등학교(上堂初等學校)는 대한민국 부산광역시 해운대구에 있는 공립 초등학교이다.
교화는 동백꽃, 교목은 소나무이다
다니는 학생은 2021년 기준으로 897명이다. 반은 1학년부터 6학년까지 5반씩 있다.

## 학교 연혁
- 1997년 3월 1일: 개교

## 참고 자료
- 상당초등학교 - 한국교육학술정보원 학교알리미